# Sport Águila
Club Sport Águila – peruwiański klub piłkarski z siedzibą w mieście Huancayo, stolicy regionu Junín.

## Osiągnięcia
- Finał Copa Perú : 2007
- Campeonato Región VI: 2007
- Campeonato Departamental de Junín: 2007
- Campeonato provincial de Huancayo: 2007
- Campeonato distrital de Huancán : 2007

## Historia
Sport Águila założony został 25 grudnia 1947 roku. Wśród założycieli byli m.in. członkowie rodzin Tovar, Ticse, Bernaola, Chuquillanqui, Miranda i Pérez.
Najwięjszym sukcesem klubu było dotarcie do finału Copa Perú w 2007 roku, co dało szansę awansu do pierwszej ligi. Przegrany baraż z klubem Atlético Minero Huancayo sprawił, że klub zakwalifikował się jedynie do drugiej ligi.